# Euophrys proszynskii
Euophrys proszynskii là một loài nhện trong họ Salticidae.
Loài này thuộc chi Euophrys. Euophrys proszynskii được Dmitri Viktorovich Logunov, Cutler & Yuri M. Marusik miêu tả năm 1993.